# Nytt om runer
Nytt om runer. Meldingsblad om runeforskning är en årligt utkommande tidskrift med nyheter inom runforskningsområdet, som ges ut av James Knirk vid Runearkivet i Oslo. Tidskriften innehåller bland annat artiklar om nyfunna runinskrifter och årliga bibliografier. Första numret kom 1986.
Utgåvorna från 2001 och framåt finns också i digitalt format på tidskriftens hemsida.